# 조경목
조경목(趙庚穆, 1937년 6월 26일~2024년 9월 15일)은 대한민국의 정치인이다. 제12·13대 국회의원을 지냈다.

## 학력
- 경기고등학교 졸업
- 서울대학교 공과대학 전기공학과 학사
- 뉴질랜드 빅토리아 대학교 경영대학원 경영학 석사
- 서강대학교 공공정책대학원 행정학 석사

## 경력
- 주미 과학관
- 과학기술처 차관
- 한국 케이블 TV방송협회 회장
- (주)데이콤, 삼성건설(주), 현대건설(주) 고문
- 민정당 기조실장, 사무차장 겸 중집위원
- 제13대 대선본부 기획단장 겸 상황실장
- 민자당 사회개발연구소 소장

## 역대 선거 결과
|  | 35.25% |

|  | 34.0% |

|  | 31.74% |